# Onthophagus grandifrons
Onthophagus grandifrons là một loài bọ cánh cứng trong họ Bọ hung (Scarabaeidae).